# داویت آرشاکیان
داویت رودولفی آرشاکیان (ارمنی: Դավիթ Ռուդոլֆի Արշակյան؛ زادهٔ ۱۶ اوت ۱۹۹۴) بازیکن فوتبال در پست مهاجم اهل ارمنستان است.

## باشگاهی
از باشگاه‌هایی که در آن بازی کرده‌است می‌توان به میکا، ریتریای، شیکاگو فایر و وایله بلدکلوب اشاره کرد.

### آمار باشگاهی
| باشگاه        | فصل          | لیگ          | لیگ    | لیگ  | جام حذفی | جام حذفی | قاره‌ای | قاره‌ای | سایر   | سایر | مجموعاً | مجموعاً |
| باشگاه        | فصل          | دسته         | حضورها | گل‌ها | حضورها   | گل‌ها     | حضورها | گل‌ها   | حضورها | گل‌ها | حضورها | گل‌ها   |
| ------------- | ------------ | ------------ | ------ | ---- | -------- | -------- | ------ | ------ | ------ | ---- | ------ | ------ |
| میکا          | ۲۰۱۲–۱۳      | لیگ برتر     | 3      | 0    | 2        | 0        | —      | —      | ۰      | ۰    | ۵      | ۰      |
| ریتریای       | ۲۰۱۵         | لیگ آ        | 34     | 25   | 5        | 2        | 4      | 3      | —      | —    | ۴۳     | ۳۰     |
| ریتریای       | ۲۰۱۶         | لیگ آ        | 18     | 9    | 0        | 0        | 2      | 2      | 1      | ۱    | ۲۱     | ۱۲     |
| ریتریای       | مجموعاً       | مجموعاً       | ۵۲     | ۳۴   | ۵        | ۲        | ۶      | ۵      | ۱      | ۱    | ۶۴     | ۴۲     |
| شیکاگو فایر   | ۲۰۱۶         | لیگ برتر     | 9      | 0    | 0        | 0        | —      | —      | —      | —    | ۹      | ۰      |
| شیکاگو فایر   | ۲۰۱۷         | لیگ برتر     | 8      | 0    | 0        | 0        | —      | —      | —      | —    | ۸      | ۰      |
| شیکاگو فایر   | مجموعاً       | مجموعاً       | ۱۷     | ۰    | ۰        | ۰        | ۰      | ۰      | ۰      | ۰    | ۱۷     | ۰      |
| وایله بلدکلوب | ۲۰۱۷–۱۸      | 1. Division  | 5      | 0    | 0        | 0        | —      | —      | —      | —    | ۰      | ۰      |
| Career total  | Career total | Career total | ۷۲     | ۳۴   | ۷        | ۲        | ۶      | ۵      | ۱      | ۱    | ۸۶     | ۴۲     |

## تیم ملی
وی همچنین در تیم‌های ملی فوتبال زیر ۱۹ سال ارمنستان، زیر ۲۱ سال ارمنستان و بزرگسالان ارمنستان بازی کرده‌است. آرشاکیان نخستین بازی ملی خود را در چهارچوب مرحله مقدماتی جام جهانی فوتبال ۲۰۱۸ بود در تاریخ ۴ سپتامبر ۲۰۱۶ در کپنهاگ در مقابل دانمارک انجام داده‌است.

## توضیحات
1. 1 2  حضورها در لیگ اروپا
2. ↑  حضورها در سوپر جام